# Глазное дно

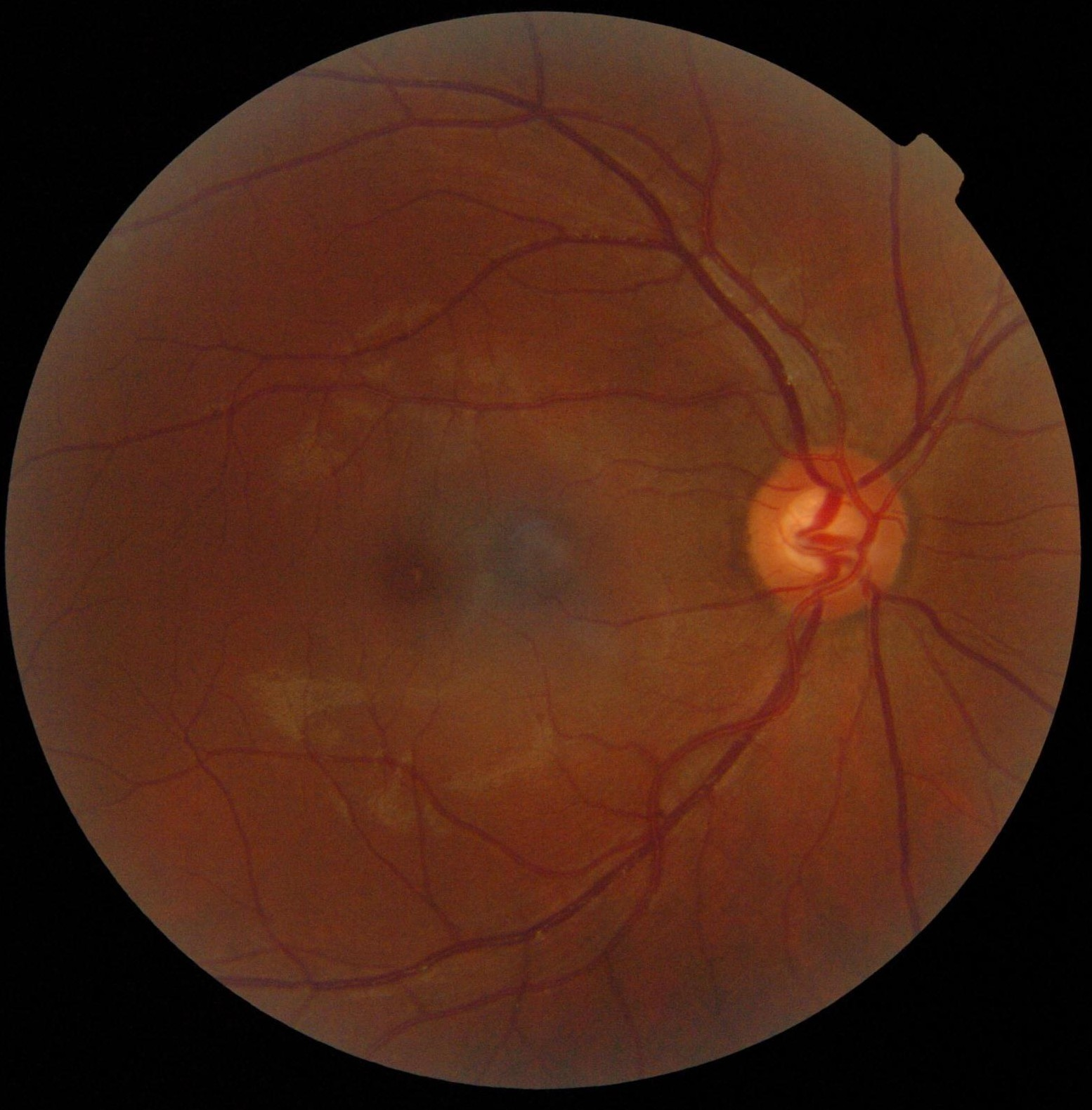
Фотография глазного дна, на которой зрительный диск справа виден в месте схождения кровеносных сосудов. Пятно слева от центра — макула. Серое, более размытое пятно в центре — это теневой артефакт.

Глазное дно — внутренняя поверхность глаза напротив хрусталика, включает в себя сетчатку и диск зрительного нерва. Глазное дно может быть исследовано с помощью офтальмоскопии и / или фотографии глазного дна.
Цвет глазного дна варьируется как между видами, так и внутри вида. В одном исследовании у приматов сетчатка бывает синяя, зелёная, жёлтая, оранжевая и красная; только человеческое дно (у слегка пигментированного блондина) бывает красное. Основные различия, отмеченные среди «высших» видов приматов были размер и регулярность границы макулярной области, размер и форма диска зрительного нерва, явное «текстурирование» сетчатки и пигментация сетчатки.

## Клиническое значение
Медицинские признаки, которые могут быть обнаружены из наблюдения глазного дна (как правило, с помощью офтальмоскопии) включают в себя врожденные аномалии развития, кровоизлияния, экссудаты, глаукомные изменения, ангиоаномалии (извилистости кровеносных сосудов , пульсацию и новые сосуды), пигментацию и др. Артериальное сужение, видимое как «серебряная проволочка», и извилистость сосудов наблюдаются при гипертонической ретинопатии.
Глазное дно — одна из локализаций, где непосредственно можно наблюдать микроциркуляцию. Диаметр кровеносных сосудов вокруг диска зрительного нерва составляет около 150 мкм, а офтальмоскоп позволяет наблюдать за кровеносными сосудами диаметром до 10 мкм.